# 3373 Коктебелія
3373 Коктебе́лія (3373 Koktebelia) — астероїд головного поясу, відкритий 31 серпня 1978 року.
Тіссеранів параметр щодо Юпітера — 3,618.